# Institut de biologie physico-chimique
L'Institut de biologie physico-chimique (IBPC) est un centre de recherche situé à Paris, dans le « campus Curie », dans le 5e arrondissement. Administrativement c'est une fédération de recherche (FR550) du Centre national de la recherche scientifique (CNRS).

## Histoire et description
Il a été créé après une donation d'Edmond de Rothschild en 1927 sous l'impulsion du physicien et prix Nobel français Jean Perrin qui, constatant les insuffisances de la recherche universitaire trop cloisonnée, veut favoriser l'interdisciplinarité et créer un nouveau métier, chercheur en biologie physico-chimique, rémunéré pour comprendre les processus physico-chimiques du vivant, aux échelles macroscopique, microscopique et moléculaire, avec des champs d'application ouvrant aussi bien sur les interactions biosphère-climat que sur la pédologie, l'agronomie, la physiologie, la cytologie ou la médecine, entre autres. Le centre, dont l'architecte est Germain Debré, a ouvert ses portes en 1930. Le campus où il se situe est desservi par le Métro de Paris (stations Monge ou Cluny-La Sorbonne) et la ligne B du RER (Gare du Luxembourg).

## Fondateurs
- Edmond de Rothschild
- Jean Perrin
- Georges Urbain
- André Mayer
- Pierre Girard (chimiste)

## Autres chercheurs
- Pierre Auger
- Théophile Cahn
- Pierre Douzou
- Jacques Duclaux
- Boris Ephrussi
- François Gros (biologiste)
- Marianne Grunberg-Manago
- Anne Joliot
- Pierre Joliot
- Edgar Lederer
- Francis Perrin (physicien)
- Alberte Pullman
- Bernard Pullman
- Louis Rapkine
- Piotr Slonimski
- Francis-André Wollman
- René Wurmser